# أليكس فيوريو
أليكس فيوريو (بالإيطالية: Alex Fiorio)‏ مواليد 10 مارس 1965، هو سائق راليات إيطالي سابق بدأ مسيرته في سنة 1986. كان أول رالي له هو رالي مونت كارلو 1986. شارك في بطولة العالم للراليات. صعد على المنصة 10 مرات خلال مسيرته.

## فرق مثلها
- لانشيا

## روابط خارجية
- أليكس فيوريو على موقع Rallye-info.com (الإنجليزية)
- أليكس فيوريو على موقع eWRC-results.com (الإنجليزية)